# Concert spirituel (ensemble musical)
Pour les articles homonymes, voir Concert spirituel (homonymie).
Le Concert spirituel est un ensemble musical français, fondé en 1987, spécialisé dans l'exécution de la musique baroque sur instruments anciens.

## Historique

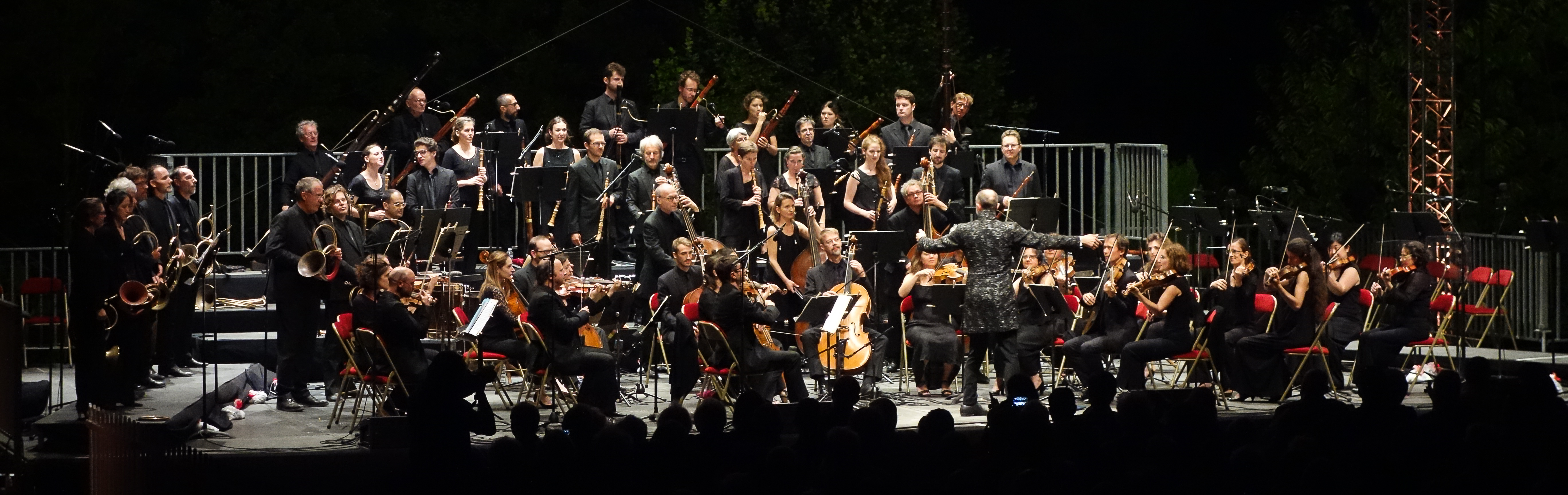
Concert du 26 août 2017 au château de Pupetières dans le cadre du Festival Berlioz.

Fondé au XVIIIe siècle, le Concert spirituel fut la première société d’organisation de concerts privés en France. Il disparaît avec la Révolution française, mais le nom de cette société est repris par Hervé Niquet lorsqu'il fonde en 1987 un ensemble musical sur instruments anciens, dans le but de faire revivre les grandes œuvres du répertoire français jouées à la cour de Versailles.
Depuis sa création, l’ensemble « Concert spirituel » collabore étroitement avec le Centre de musique baroque de Versailles et fait entendre les grands compositeurs du patrimoine français tels que Charpentier, Lully, Campra ou Boismortier.
Si le Concert spirituel est spécialisé dans l’interprétation de la musique sacrée française, une part importante de son activité est également consacrée au domaine lyrique. De nombreux opéras ont ainsi été interprétés par l’ensemble, tels Daphnis et Chloé de Boismortier, Pygmalion de Rameau, Don Giovanni de Mozart, ou King Arthur et The Indian Queen de Purcell…
L'ensemble consacre également une grande partie de son activité à la redécouverte d'œuvres lyriques du répertoire français tombées dans l'oubli, telles que Callirhoé de Destouches, Proserpine de Lully, Sémélé de Marin Marais, Andromaque de Grétry, Le Carnaval de Venise de Campra, Sémiramis de Catel, la Toison d'or de Vogel, Persée et Armide de Lully dans des versions plus tardives inédites. 
Ce travail autour des opéras français a par ailleurs donné naissance à une collection de livres-disques, en partenariat avec le label Glossa (distribué par Harmonia Mundi), avec qui le Concert spirituel enregistre en exclusivité depuis 2000.
Le Concert spirituel est en résidence au Théâtre des Champs-Elysées dans le cadre du dispositif de " Résidences croisées " mis en place par le Centre de musique baroque de Versailles. Cette résidence est l'occasion de recréer et d'enregistrer des opéras de Marais, Charpentier, Campra et Lully.
Il est ensemble associé à l'Opéra de Massy.
Subventionné par le ministère de la Culture et de la Communication (DRAC Île-de-France) et la ville de Paris. 
Le Concert Spirituel, lauréat 2020 du prix Liliane Bettencourt pour le chant choral, bénéficie d'un accompagnement de la Fondation Bettencourt Schueller.
Il bénéficie du soutien de son grand mécène la fondation Bru (en).

## Discographie
Le Concert spirituel a d'abord enregistré pour les labels Accord, Adda, Virgin et Naxos jusqu'en 1999, puis pour le label Glossa de 2000 à 2015. À partir de 2015, il enregistre pour le label Alpha Classics mais également sur les labels Château de Versailles Spectacles et Bru Zane.

### DVD
- Grétry : Richard Cœur de Lion ; mise en scène : Marshall Pynkoski ; production : Château de Versailles spectacles, Le Concert spirituel ; réalisation : Julien Condemine (Château de Versailles spectacles - 2020)
- Haendel : Le Messie, avec Sandrine Piau, Anthea Pichanick, Kresimir Spicer et Bozidar Smiljanic ; production : Château de Versailles spectacles, Le Concert spirituel, Wahoo production ; réalisation : Julien Condemine (Château de Versailles spectacles - 2020)
- Boismortier : Don Quichotte chez la Duchesse ; mise en scène : Gilles et Corinne Benizio ; production : Step by Step productions, Château de Versailles, Le Concert spirituel ; réalisation : Louise Narboni (Alpha Classics - 2015)
- Striggio : Messe à 40 voix ; réalisation : Olivier Simonnet +  documentaire : Les aventuriers de la Messe perdue par Laurent Portes ; production : Step by Step productions (Glossa - 2011)
- Purcell : King Arthur ; mise en scène : Gilles et Corinne Benizio (alias Shirley et Dino) (Glossa - 2009)
- Charpentier : Médée H.491, Stéphanie d'Oustrac, Médée ; François-Nicolas Geslot, Jason, Gaëlle Méchaly, Créuse ; Bertrand Chuberre, Oronte ; Renaud Delaigue, Créon ; Hanna Bayodi ; Caroline Mutel ; Andres J. Dahlin ; Emiliano Gonzalez Toro ; Les Chantres du Centre de musique baroque de Versailles ; Le Concert spirituel à l'opéra royal du château de Versailles (le 3 octobre 2004), dir. Hervé Niquet ; mise en espace et réalisation Olivier Simonnet - 2 DVD Armide classics 2004 (durée 150 minutes environ). La tragédie lyrique a été représentée sans le prologue.

### Discographie
- Grétry : Richard Cœur de Lion, 2020, Château de Versailles spectacles
- Lully : Armide 1778, 2020, Alpha Classics
- Martini : Requiem pour Louis XVI, 2020, Château de Versailles Spectacles
- Berlioz : Messe solennelle, 2019, Alpha Classics
- L'Opéra des opéras, 2019, Alpha Classics
- Benevolo : Missa si deus pro nobis, 2018, Alpha Classics
- Haendel : Messiah, 2017, Alpha Classics
- Lully : Persée 1770, 2017, Alpha Classics
- Cherubini : Requiem ; Plantade : Messe des morts, 2016, Alpha Classics
- Vivaldi : Gloria et Magnificat, 2015, Alpha Classics
- Mozart : Les Mystères d'Isis, 2015, Glossa GCD 921630
- Rameau : Les Fêtes de l'Hymen et de l'Amour, 2014, livre-disque Glossa GES 921629-F
- Vogel : La Toison d'or, 2013, Livre-disque Glossa GES 921628-F
- Le Prince : Missa Macula non est in te – Charpentier : motets H.306, H.341, (H.536, Ouverture). H.245, H.299, H.75 – Lully : O dulcissime Domine, 2013, Glossa GCD 921627
- Catel, Sémiramis, 2012, livre-disque Glossa GES 921625-F
- Striggio : Messe à 40 voix, 2012, Glossa GCDSA 921623
- Campra : Le Carnaval de Venise, 2011, Glossa GES 921622-F
- Bouteiller : Requiem, 2010, Glossa GCD 921621
- Grétry : Andromaque, 2010, livre-disque Glossa GES 921620-F
- Marc-Antoine Charpentier : Missa Assumpta est Maria H.11 - Pour plusieurs martyrs H.361 - Symphonie pour un reposoir H.508, 1, 2, 5, - O salutaris H.262 - Domine Salvum Fac Regem H.303 & H.291, 2008, Glossa GCD 921617
- Boismortier : Daphnis et Chloé, Glossa GCD 921618
- Marais : Sémélé, tragédie en musique (1re mondiale), 2007, livre-disque Glossa GES 921614-F
- Grandes eaux musicales 2007 du Château de Versailles, Le Concert Spirituel, Hervé Niquet, 2007, Glossa GCD 921613
- Destouches : Callirhoé, tragédie en musique (1re mondiale), 2006, livre-disque Glossa GES 921912-f
- Charpentier : Messe à 8 voix, 8 violons et flûtes H.3 - Domine Salvum Fac Regem H.283 - Te Deum à 8 voix, avec flûtes et violons H.145, 2006, Glossa GCD 921611
- Henry Desmarest : De Profundis, Veni Creator, Cum Invocarem, 2005, Glossa GCD 921610
- Boismortier : Sonates pour basses, 2004, Glossa GCD 921609
- Purcell, King Arthur, 2004, Glossa GCD 921608
- Charpentier (coffret Charpentier) : Te Deum H.146, H.547 & motets H.202, H.365, H.291, 2001 - Messe de Mr Mauroy H.6 - Domine Salvum Fac Regem H.299, 2002 - Leçons de Ténèbres H.135, H.136, H.137 - Méditations pour le Carême H.380, H.381, H.386, H.387, H.388, 2003 - Glossa GCD 98003
- Desmarest : Te Deum de Paris – Dominus Regnavit, 2003 - Glossa  GCD 21607
- Haendel : Water Music – Royal Fireworks Music, 2003 - Glossa GCD 921606
- Boismortier : Daphnis et Chloé, 2002 - Glossa GCD 921605
- Charpentier : Messe de Mr Mauroy H. 6  - Domine Salvum Fac Regem H.299, 2002 - Glossa GCD 921602
- Charpentier : Leçons de Ténèbres H.135, H.136, H.137 - Méditations H.380, H.381, H.386, H.388, H.387, 2002 - Glossa GCD 921604
- Charpentier : Te Deum H.146, H.547 - Motets H.202, H.365, H.291, 2001 - Glossa GCD 921603
- Purcell : Dido and Aeneas, 2001 - Glossa GCD 921601
- D'Agincour : Pièces d'orgue, 2001 - Glossa GCD 921701
- D'Agincour : Pièces de clavecin, 2001 - Glossa GCD 921702
- Boismortier : Sérénade, concerto pour basson et pièces pour musette et vielle à roue, 1999 - Naxos 8.554.456/57
- Charpentier : Motets pour la Chapelle de l'Hôtel de Guise H.44, H,45 H.46, H.47, H.83, H.76, H.333, H390, H.339, 1998 - Naxos 8.554453
- Boismortier : Le Triomphe d'Iris, 1998 - Naxos 8.554.455
- Lorenzani : Motets pour le Roy Louis XIV, 1997 - Naxos 8.553.648
- Michel : Leçons de Ténèbres, 1997 - Naxos 8.553.295
- Boismortier : Ballets de Village et sérénade, 1997 - Naxos 8.553.296
- Charpentier : Messe H.1 - Te Deum à 4 voix H. 147, Precatio pro Rege H.166, Élévation H.275, Canticum Zachariae H.345, 1996 - Naxos 8.553.175
- Clérambault : 2 cantates pour soprano et basse, Orphée et Léandre et Héro, Sandrine Piau, 1996 - Naxos 8.553.744
- Clérambault : cantates La Mort d'Hercule et Poliphème, Simphonia II, III, V, VI, VII, Luc Coadou, basse 1996 - Naxos 8.553.743
- Clérambault : Pastorale, Le Triomphe d'Iris, 1998 - Naxos 8.554455F
- de Visée et Corbetta : Pièces en contrepartie à deux guitares et deux théorbes, 1996 - Naxos 8.553.745
- Boismortier : Don Quichotte chez la Duchesse, ballet comique en trois actes, 1996 - Naxos 8.553.647
- Boismortier : Six Concerti à cinq flûtes traversières seules sans basse, 1995 - Naxos 8.553.639
- Benevolo : Messe et motets à double chœur, 1995 - Naxos 8.553.636
- Geoffroy : Messe et Magnificat pour orgue et chœur, 1995 - Naxos 8.553.637
- Charpentier : Vespres à la Vierge (H.221, H.149, H.150, H.210, H.60, H.72, H.24, H.216) 1995 - Naxos 8.553174
- Charpentier : Messe des morts à 4 voix H.7 - Pie Jesu H.263 - Litanies de la Vierge H;89 - De profundis H.213 - Psaume 110 de David à 4 voix H.220 - Nisi Dominus à 4 voix H.160 & H.160 a - Élévation à 5 H.251 - Laudate pueri H.203, 1994 - Naxos 8.553173
- Lully : Grands motets vol. 3 : Benedictus, Notus in Judae, Exaudiat te, O dulcissime Jesu, Laudate pueri, Domine Salvum fac Regem, 1994 - Naxos 8.554.399
- Lully : Grands motets vol. 2 : O Lachrymae, De Profundis, Dies irae, Quare fremuerunt, 1994 - Naxos 8.554.398
- Lully : Grands motets vol. 1 : Te Deum, Miserere, Plaude Laetare Gallia, 1993 - Naxos 8.554.397
- Rameau : Pygmalion, Le Temple de la Gloire (extraits), 1993 - Virgin Veritas 5 61539 2
- Rameau : Grands Motets, 1992 - Virgin Veritas 5 61526 2
- Campra : Messe ad Majorem Dei Gloriam et motets Cantate Domino, Deus noster Refugium, De Profundis, 1992 - Accord 465 934-2
- Campra : Requiem, motet Benedictus Dominus, 1991 - Accord 472 236-2
- Campra : Te Deum, motets Notus in Judea Deus, Deus in Nomine tuo, Adda 241942
- Boismortier : Motet à grand chœur, motets à voix seule mêlés de symphonies, 1991 - Adda 240172
- Rossini : La Cambiale di Matrimonio, 1991 - Accord 476 058-2
- Gilles : Te Deum, motet Diligam te Domine, 1990 - Accord  472 237-2
- Gilles : Motet à St-Jean Baptiste, Trois Lamentations pour la Semaine Sainte, 1989 - Accord 465 926-2
- Gilles : Requiem, motet Beatus quem elegisti, 1989 - Accord 465 924-2

## Distinctions et récompenses
- « Edison Award » pour l’enregistrement de Water Music et Royal Fireworks Music de Haendel, enregistré pour la première fois dans une version historique à 100 musiciens (9 cornistes, 9 trompettes naturelles, 24 hautbois, 15 flûtes, 12 bassons, 2 contrebassons, 3 timbales et 42 cordes) au Concertgebouw d’Amsterdam en mai 2004
- Sémélé de Marin Marais élu  enregistrement d’opéra de l’année » des prix ECHO Klassik 2009
- Andromaque de Grétry « Grand Prix du Disque » de l’académie Charles-Cros 2010
- Le Carnaval de Venise de Campra « Preis der deutschen Schallplattenkritik »
- Persée de Lully (version 1770) « Preis der deutschen Schallplattenkritik » (2017)
- Messe solennelle de Berlioz « Preis der deutschen Schallplattenkritik » catégorie chœur et ensemble vocal (2020)
- Nominations aux Grammy Awards[1] pour les Sérénades chez Marie Leczinska de Boismortier en 2001, et pour l'enregistrement de la Messe à 40 voix d'Alessandro Striggio en 2012
- Le chœur du Concert spirituel est lauréat 2020 du prix Liliane-Bettencourt pour le chant choral, décerné par la fondation Bettencourt-Schueller en partenariat avec l'Académie des beaux-arts[2].
- Prix du Festival de musique de Brême (Musikfest Bremen) (2025)[3].